# Кадзахая
Кадзахая (Kazahaya) — транспортне судно, яке під час Другої світової війни брало участь у операціях японських збройних сил на Каролінських островах.
Корабель спорудили в 1943 році на верфі Harima Shipbuilding and Engineering в Айой як танкер Імперського флоту Японії. Враховуючи останнє, він одразу отримав озброєння із трьох 120-мм гармат та шести 25-мм зенітних автоматів.
Станом на кінець червня 1943-го Кадзахая перебував у Сінгапурі, звідки 30 червня — 5 липня здійснив круговий рейс до Палембангу (центру нафтовидобутку та нафтопереробки на сході Суматри) для завантаження пального. 7 липня танкер рушив на схід до атола Трук у центральній частині Каролінських островів (тут ще до війни створили головну базу японського ВМФ у Океанії), а потім перейшов звідти до Рабаула (головна передова база у архіпелазі Бісмарка, з якої здійснювались операції на Соломонових островах та сході Нової Гвінеї). 25 липня Кадзахая рушив у зворотний перехід, а в перші години 27 числа в районі острова Новий Ганновер був торпедований та пошкоджений американським підводним човном USS Scamp. Втім, танкер зміг 29 липня дійти до Труку, де пройшов аварійне відновлення за допомогою ремонтного судна «Акасі». У серпні Кадзахая перейшов до Японії, де до 26 вересня проходив повноцінний ремонт у Йокогамі.
30 вересня 1943-го Кадзахая вирушив із Куре на Трук. За кілька діб до того американська розвідка перехопила та розшифрувала радіограму, яка повідомляла про вихід танкера та його очікуване прибуття на Трук 7 жовтня. Це дозволило влаштувати полювання на Кадзахая та націлити на нього підводні човни, при тому що танкер з огляду на свою доволі високу швидкість прямував самостійно. У перші години 6 жовтня в районі за чотири з половиною сотні кілометрів на північний захід від Труку підводний човен USS Steelhead дав по Кадзахая чотириторпедний залп та досягнув одного влучання. Останнє не призвело до фатальних наслідків, проте сповільнило танкер до 6 вузлів. На допомогу пошкодженому кораблю вийшли з Труку легкий крейсер «Ісудзу» та есмінці «Хацукадзе» і «Умікадзе». Втім, ще до їх підходу танкер атакував підводний човен USS Tinosa, який також зміг торпедувати ціль. Кадзахая за допомогою своїх гармат примусив субмарину зануритись, а потім скинув чотири глибинні бомби, що призвело до короткочасної пожежі на Tinosa. Але за кілька годин після першої атаки (та за 16 годин після нападу USS Steelhead) Tinosa знову взявся за танкер. З підводного човна випустили по Кадзахая чимало торпед та досягнули 8 влучань, хоча багато торпед не здетонували. У підсумку ввечері 6 жовтня Кадзахая затонув. 155 членів екіпажу танкера були врятовані «Умікадзе».